# Szeroki Żleb (Trzydniowiański Wierch)

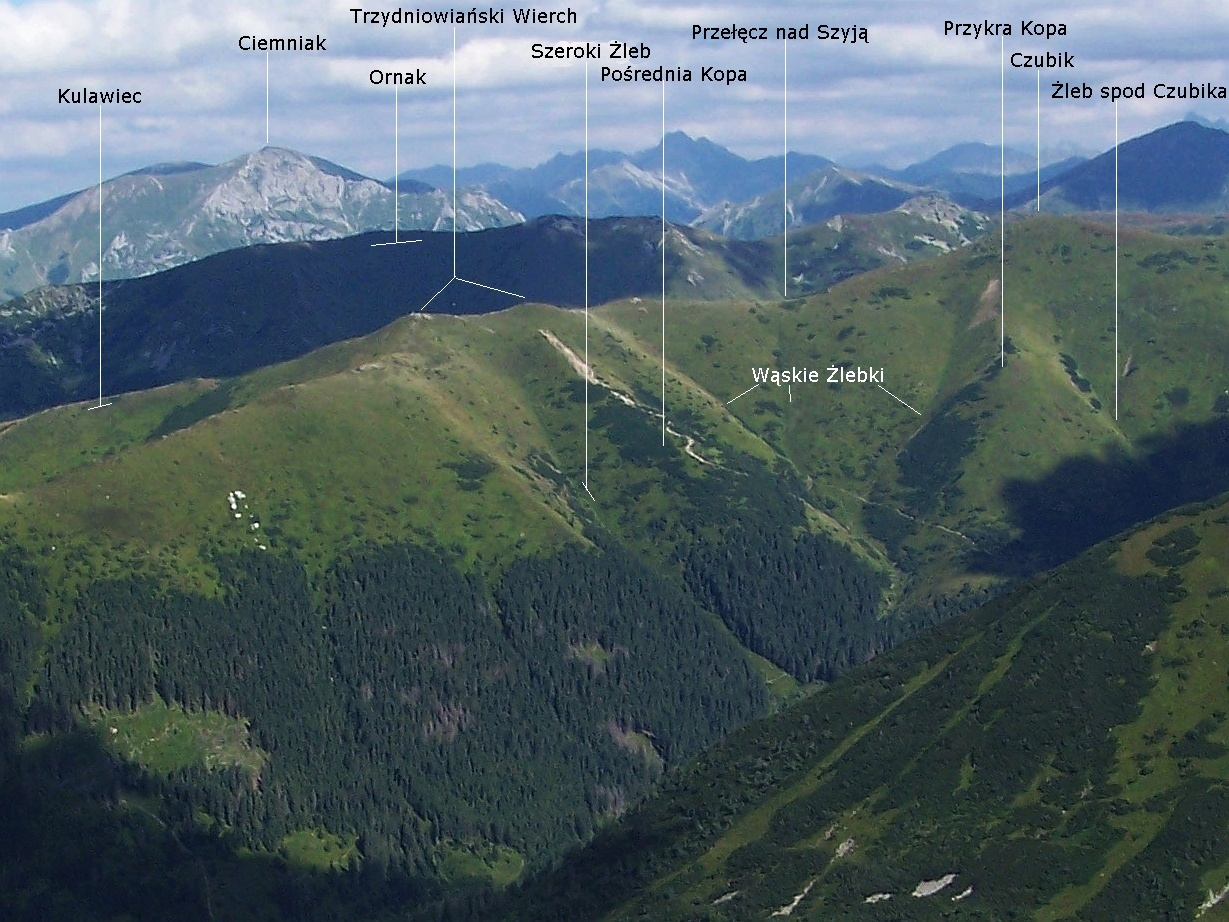
Widok z Rakonia

Szeroki Żleb – żleb w polskich Tatrach Zachodnich, znajdujący się na zachodnich, opadających do Doliny Jarząbczej stokach Trzydniowiańskiego Wierchu, po północnej stronie grzędy Pośredniej Kopy. Spływa nim niewielki strumyk, który po połączeniu się ze strumykiem spływającym z Wąskich Żlebków uchodzi do Jarząbczego Potoku przy Jarząbczych Rówienkach.
Szeroki Żleb jest trawiasty, dołem znacznie rozszerza się i stąd pochodzi jego nazwa. Dołem przekracza go czerwony szlak turystyczny prowadzący z Polany Chochołowskiej na Trzydniowiański Wierch. Zimą Szerokim Żlebem schodzą lawiny.
W żlebie tym znajdowało się jedyne znane w Polsce stanowisko rośliny starzec cienisty. Był to jeden tylko osobnik, na dokładkę zagrożony wymarciem, gdyż zagłuszany był przez rozrastające się świerki. Był obserwowany przez kilka lat. Kwitnął, ale nie zawiązywał owoców. Uznano, że jedynym sposobem na zachowanie tego gatunku w Polsce jest jego uprawa w ogrodzie Tatrzańskiej Stacji Terenowej PAN w Zakopanem, rozmnożenie i reintrodukcja.